# 里瑟-拉森半島
里瑟-拉森半島（挪威語：Riiser-Larsenhalvøya）是南極洲的半島，位於毛德皇后地，是呂佐夫-霍爾姆灣的西面入口處，該半島在1931年2月21日被發現，現時由南極條約體系管理。
68°55′S 34°0′E / 68.917°S 34.000°E